# Фуэрте-де-Самайпата

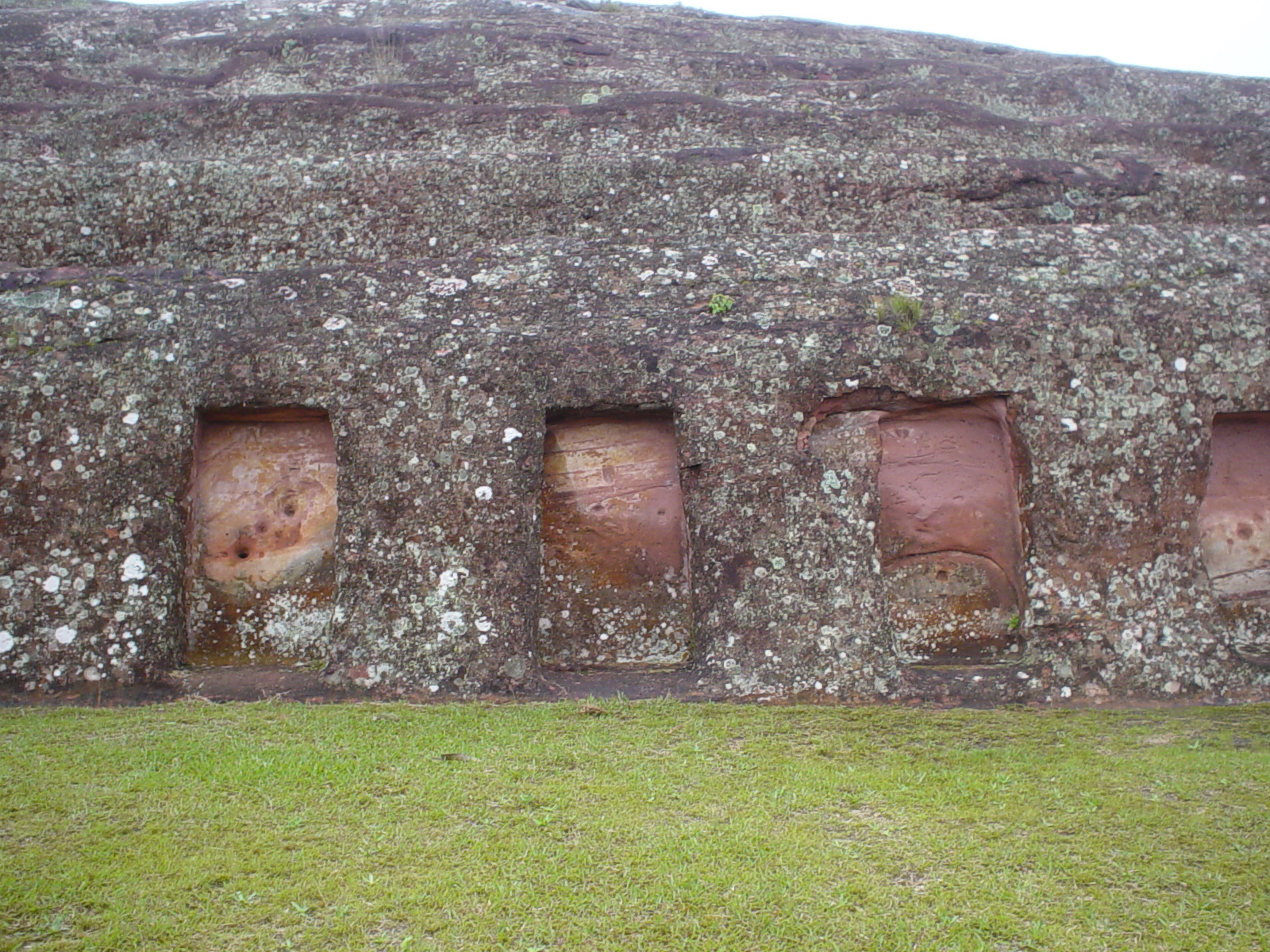
Вид сбоку

Комплекс Фуэрте-де-Самайпата (крепость Самайпата), также известный как Эль-Фуэрте — археологический памятник и объект Всемирного наследия ЮНЕСКО, расположенный в Боливии в департаменте Санта-Крус, провинции Флорида. Он находится в восточных предгорьях боливийских Анд и является популярным туристическим местом для боливийцев и иностранцев.
Комплекс не был военным укреплением и, по мнению историков, являлся доколумбовым религиозным местом, построенным людьми чане — доинкской крупной этнической группой в составе араваков. Здесь же находятся руины города инков, построенного рядом с комплексом во времена экспансии инков на юго-восток. Инки и чане периодически подвергались набегам воинов гуарани, которые время от времени вторгались в регион. В итоге гуарани завоевали равнины и долины Санта-Крус и разрушили Самайпата. Гуарани также доминировали в регионе и во времена испанской колонизации.
Рядом с храмовым комплексом испанцы построили небольшое поселение, в котором сейчас находят остатки зданий типичной арабской андалузской архитектуры. Со временем испанцы покинули поселение и переместились в соседнюю долину, где в настоящее время находится город Самайпата.
Археологический объект Фуэрте-де-Самайпата включает в себя постройки трёх различных культур: чане, инков и испанцев и является довольно уникальным в своем роде.

## Эль Каскабель
Наиболее интересной особенностью Фуэрте-де-Самайпата является Эль Каскабель. Две параллельные линии указывают на определенные точки в восточной части неба с положением: азимут 71°, высота около 6,75°. Некоторые археологи утверждают, что необычная резьба на камне могла быть оставлена доинкской цивилизацией и посвящена пролёту кометы Галлея в марте 1066 года. Относительно недавно сторонник теории палеоконтакта Эрих фон Дэникен выразил предположение, что это была стартовая площадка для запуска древнего летающего объекта.

## Охрана
Из-за ущерба, причиняемого посетителями, вырезающими буквы и символы в скале, а также из-за эрозии, вызванной потоками воды, внутренняя область комплекса огорожена для предотвращения большего ущерба. Тем не менее значительная его часть доступна для посещения. Объект находится под опекой некоммерческой организации Stonewatch.